# Tempel van Venus Genetrix
De Tempel van Venus Genetrix was een tempel gewijd aan de godin Venus in het oude Rome.
De tempel stond op het Forum van Caesar, direct naast het Forum Romanum. De tempel werd in 46 v.Chr. ingewijd door Julius Caesar.

## Aanleiding
Volgens de overlevering deed Julius Caesar in de nacht voor de Slag bij Pharsalus (48 v.Chr.) de belofte aan de godin Venus Victrix om haar tempel te bouwen. Venus Victrix was de favoriete godin van zijn tegenstander Pompeius Magnus en Caesar zou zo gehoopt hebben om de steun van de godin over te nemen en het voordeel in de strijd te krijgen. Caesar won de slag en daarmee ook de burgeroorlog. Toen hij de nog onvoltooide tempel twee jaar later opende, wijdde hij het gebouw echter aan Venus Genetrix, de verschijning van Venus die volgens de overlevering de stammoeder van de Gens Julia was. Caesar wilde zo zijn goddelijke afkomst benadrukken.

## De eerste tempel
De tempel was het centrale gebouw op het Forum van Caesar, dat vanaf 54 v.Chr. werd gebouwd en in 29 v.Chr. werd voltooid. Het forum werd destijds gebouwd tegen de heuveluitloper die de Capitolijn en de Esquilijn verbond.
De tempel had een octostyl porticus (8 zuilen aan de voorzijde), maar had ook 8 zuilen aan de zijkanten, wat het gebouw een ongewoon gedrongen uiterlijk gaf. Dit was noodzakelijk, omdat de tempel met zijn achterzijde tegen de heuvel aan stond. De cella stak aan de achterzijde uit en was gedeeltelijk in de rots van heuvel uitgehouwen. De tempel stond op een 5 meter hoog podium, waar ook een spreekgestoelte was. De toegang tot het podium en het heiligdom liep via trappen aan linker- en rechterzijde van de tempel. Er was bewust geen trap direct aan de voorzijde, als beschermingsmaatregel tegen boze menigten die dan eenvoudig de tempel konden bestormen.

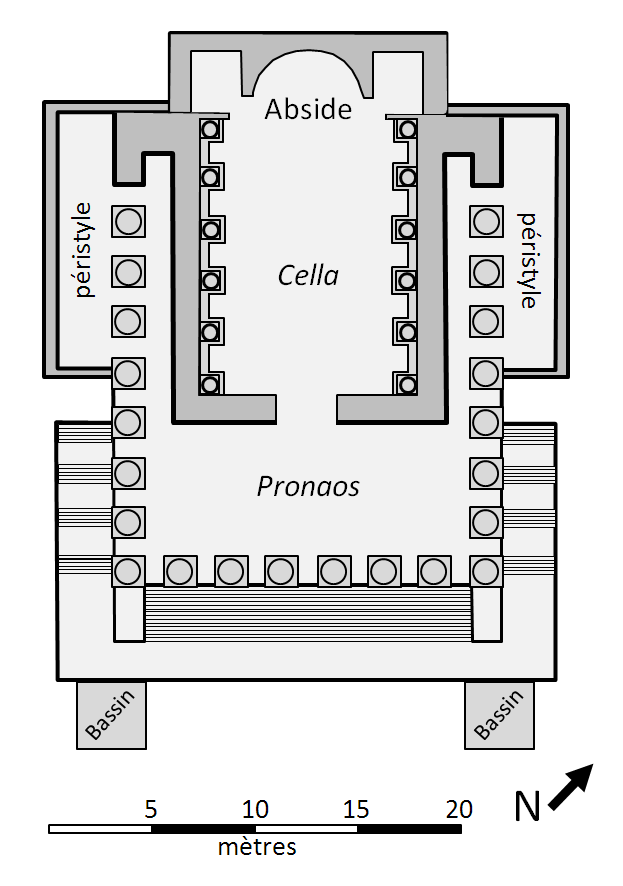
Grondplan van de tempel

## De tweede tempel
Keizer Trajanus bouwde een nieuw forum, direct naast dat van Caesar. Mogelijk waren de voorbereidingen hiervoor al onder Domitianus gestart. Om ruimte voor het nieuwe forum te creëren werd de complete heuvelrug tussen de Capitolijn en de Esquilijn afgegraven. Dit maakte ook een reconstructie van het Forum van Casear en de Tempel van Venus Genetrix noodzakelijk, die immers direct tegen de afgegraven heuvelrug waren aangebouwd. De Tempel van Venus Genetrix behield bij de herbouw wel ongeveer het oorspronkelijke grondplan. Trajanus wijdde de herbouwde tempel in 113 in. De drie zuilen die in de moderne tijd weer opgericht werden, behoorden tot de buitenkant van de tempel van Trajanus. Deze korinthische zuilen zijn gemaakt van Luna-marmer en zijn 12,87 meter hoog. In de cella waren twee rijen zuilen boven elkaar gebouwd. Een deel van de fries die tussen de rijen zuilen zat is bewaard gebleven en wordt tentoongesteld in de Capitolijnse Musea. Deze fries was rijkelijk versierd met eroten die oorlogsbuit meedragen. De tempel was met een betonnen gewelf overdekt. Een groot brok van het dak is op de vloer van het podium gestort. Delen van de architraaf en het pediment liggen verspreid rondom de tempel.

## Kunstwerken
Het cultusbeeld van Venus Genetrix werd gemaakt door de beeldhouwer Arcesilas. Caesar verrijkte de tempel verder met een groot aantal kunstschatten, waaronder een gouden beeld van Cleopatra, een beeld van hemzelf, antieke schilderijen van Timomachus van Byzantium, een collectie edelstenen en een korset van parels uit Brittania.

## Latere geschiedenis
In 283 verwoestte de zogenaamde Brand van Carinus een groot deel van het Forum Romanum. Ook het Forum van Caesar en de Tempel van Venus Genetrix raakten beschadigd. Onder keizer Diocletianus werden de gebouwen gerestaureerd. In de middeleeuwen raakten de meeste Romeinse monumenten in onbruik en vervielen tot ruïnes. Aardbevingen brachten grote schade toe en de Romeinse inwoners braken de monumenten af om hun kostbare bouwmaterialen als marmer en brons in nieuwe gebouwen te kunnen hergebruiken. Het Forum van Caesar verdween onder een laag aarde en werd pas vanaf de 19e eeuw weer opgegraven. Hierbij werd het betonnen podium van de tempel weer blootgelegd en werden de restanten van de drie zuilen en een deel van de architraaf weer opgericht.